# Camelot Filmproduktion
Die Camelot Filmproduktion ist eine deutsche Filmproduktionsgesellschaft mit Sitz in Mannheim. Das Hauptgeschäftsfeld der Firma ist die Herstellung von Musikvideos.
Die Camelot Filmproduktion wurde Anfang 1994 von den beiden Brüdern Michael und Robert Bröllochs gegründet. Die Gesellschaft produziert unter anderem für Xavier Naidoo, Ray Wilson, Daniel Wirtz, Söhne Mannheims, Modern Talking, Scooter, Yvonne Catterfeld, No Angels, Nina Hagen, Carbon/Silicon
Der Stammregisseur von Camelot ist der Mitinhaber und Gründer Robert Bröllochs.
Vereinzelt werden Projekte mit externen Regisseuren gedreht, so zum Beispiel Die Toten Hosen Warum werde ich nicht satt mit Wim Wenders.